# タダノート
タダノートとは2008年4月より株式会社CLOCK・ONがサービスを開始した広告入り無料ノート。2012年4月より名称を応援（0円）ノートへ名称変更。
※タダノートの商標は株式会社CLOCK・ONの商標登録となります（登録番号　第5233134号）。

## 概要
多目的に利用される大学ノートの表紙・裏表紙の裏面やノート部分の下余白に広告を入れることで、ノート代を広告の収入で賄い、無料でノートを提供する手法である。ノートは全国の保育園・幼稚園、小学校、中学校、高校、大学まで配布されている。大学ではキャンパス内の専用ラックにより頒布されるほか、学生団体による手配りなどで主に大学生の手に渡される。その他は授業中に手渡しが特徴となっている。掲載される広告はパソコンメーカーや通信会社、求人、若者向け商品宣伝、就職関連広告など。
2008年4月にサービスを開始し、現在では応援ノート（旧タダノート）専用ラックの設置だけでも170以上のキャンパスで展開している。

2009年には「タダお絵かき帳」という無料広告入りお絵かき帳を全国の保育園、幼稚園をターゲットに
サービス展開し、
2010年には小、中、高校・専門学校まで配布ターゲットを大幅に拡大した。

## 沿革
- 2008年4月 タダノート「デモ帳」を発表し、頒布開始

- 2008年9月 複数のメディアにタダノートが取り上げられる

- 2009年3月 主婦向けサービス「タダお絵かき帳」をリリース、全国の保育園幼稚園の園児に配布

- 2009年12月 新サービス『タダノートチラシ』を発行

- 2010年1月 大学近隣の飲食店情報に特化した「クーポン付タダノート」発行

- 2010年1月 全国（一部）の教育機関（小学校・中学校・高校・専門学校）に配布規模を拡大

- 2012年4月 名称を応援ノートへ変更

- 2012年8月　シンガポールを拠点に東南アジアでも営業を開始

- 2013年1月　ニッポン放送の『渡部陽一 勇気のラジオ』へ番組提供開始

## メディア掲載
雑誌
- 「販促会議」宣伝会議：2008年12号

新聞
- 産業新聞：2008年9月

- 日経産業新聞:2008年9月

- ベンチャーファクトリーニュース:2008年9月

- 東京ＩＴ新聞:2008年10月
- 産業経済新聞：2012年4月

ラジオ
- 「Z－TIMEBIZ」ZIP-FM：2008年9月

- 「ビジネス・ステーション」USEN:2008年12月

ネット
- yahooニューストピックス：2008年9月

テレビ
- めざましどようびメガ：2011年10月

1. ↑  公式ホームページでは「無料ノート」の無料に「タダ」というルビが振ってある。